# Marcela Świątkowska
Marcela Kazimiera Świątkowska (ur. 21 sierpnia 1945 w Oświęcimiu) – polska filolog romańska, profesor nauk humanistycznych, nauczyciel akademicki Uniwersytetu Jagiellońskiego, w latach 2005–2012 dziekan Wydziału Filologicznego UJ.

## Życiorys
W latach 1964–1969 odbyła studia w zakresie filologii romańskiej na Uniwersytecie Jagiellońskim zakończone w 1969 uzyskaniem tytułu magistra. Tam też w 1976 otrzymała stopień naukowy doktora nauk humanistycznych. W 1988 została doktorem habilitowanym. Tytuł naukowy profesora nauk humanistycznych uzyskała w 2000.
Od 1969 była zatrudniona Instytucie Filologii Romańskiej UJ. W 1978 została tam adiunktem, w 1989 docentem a w 2000 profesorem nadzwyczajnym. W latach 2005–2012 pełniła funkcję dziekana Wydziału Filologicznego Uniwersytetu Jagiellońskiego. W latach 1991–1992 była nauczycielem akademickim Wyższej Szkoły Pedagogicznej w Krakowie.
Została odznaczona m.in. Złotym Krzyżem Zasługi.

## Życie prywatne
Jej mężem jest prof. Andrzej Marian Świątkowski.